# Albizzate
Albizzate est une commune italienne de la province de Varèse dans la région Lombardie en Italie.

## Toponyme
Provient du nom latin de personne Arvidius (de Arvius) avec ajout du suffixe -ate. D'autres sources indiquent le nom Arvetius ou Albicius. 
Le nom pourrait aussi être lié à la présence d'un château de la famille Albizzi.

## Administration
| Période                                  | Période  | Identité        | Étiquette | Qualité |
| ---------------------------------------- | -------- | --------------- | --------- | ------- |
| 30/05/06                                 | En cours | Giovanni Piotti | Lega Nord |         |
| Les données manquantes sont à compléter. |          |                 |           |         |

### Hameaux
Valdarno, Tarabora, Mirasole, Mora